# Sarnî
Sarnî (în ucraineană Сарни) este orașul raional de reședință al raionului Sarnî din regiunea Rivne, Ucraina. În afara localității principale, nu cuprinde și alte sate.

## Demografie
Componența lingvistică a orașului Sarnî
     Ucraineană (95,22%)
     Rusă (4,18%)
     Alte limbi (0,46%)
Conform recensământului din 2001, majoritatea populației orașului Sarnî era vorbitoare de ucraineană (95,22%), existând în minoritate și vorbitori de rusă (4,18%).